# American Pie (singolo)
American Pie è un celebre brano musicale folk rock del cantautore statunitense Don McLean pubblicato nel 1971 come singolo tratto dall'omonimo album.
Il brano è considerato una pietra miliare nella storia della musica leggera ed un “classico” del XX secolo.

## Descrizione
Il brano fa spesso riferimento al "giorno in cui la musica morì", in inglese "The Day the Music Died": la locuzione convenzionale con cui viene ricordato il disastro aereo accaduto a Clear Lake, Iowa (Stati Uniti) il 3 febbraio 1959, in cui persero la vita Buddy Holly, Ritchie Valens e J.P. Richardson, mentre si recavano a Fargo per un concerto.
A partire da questo evento, il testo sembra sviluppare una sorta di storia del rock and roll, fatta di allusioni di non facile interpretazione. Il testo è estremamente oscuro e moltissimi sono stati i tentativi di darne interpretazioni di tipo sociale, politico, religioso, musicologico e così via. McLean non ha mai acconsentito a chiarirne esattamente il significato. Tuttavia Don McLean si offrì alla fine di fornire maggiori spiegazioni e fare più luce sull'alone di mistero che aveva sempre avvolto il suo brano, in particolare nel febbraio 2015 quando egli dichiarò che avrebbe rivelato il significato fondamentale della canzone in occasione dell'asta a cui sarebbe stato messo il manoscritto originale del pezzo, che si tenne il 7 aprile 2015 a New York City e il manoscritto venne poi venduto per 1,2 milioni di dollari. 
Il catalogo di vendita del documento autografo riportava la dichiarazione del cantautore statunitense riguardo al testo della sua opera: "Basically in American Pie things are heading in the wrong direction. ... It [life] is becoming less idyllic. I don't know whether you consider that wrong or right but it is a morality song in a sense". ("Praticamente, in "American Pie" le cose stanno andando nella direzione sbagliata... La vita sta diventando meno idilliaca. Non so se voi lo consideriate giusto o sbagliato ma in un certo senso si tratta di una canzone morale, sulla moralità"). Oltre all'intento commemorativo della tragedia del disastro aereo di Clear Lake, che McLean stesso affermò che gli permise di esternare, esprimere finalmente il proprio profondo lutto e dolore che l'aveva sempre accompagnato in particolare per Buddy Holly, a cui egli dedicò l'album da cui è tratto il pezzo, sembra che il testo, visto d'insieme voglia suggerire, come filo conduttore, una perdita generale di innocenza, di genuinità e spensieratezza nella storia del rock and roll, probabilmente proprio dopo la tragedia.
Nella parte iniziale del brano, McLean narra di come il suo iniziale sogno di bambino di diventare un vero cantante, intrattenitore che potesse far ballare e divertire le persone ( "A long, long time ago... And maybe they'd be happy for a while") iniziò improvvisamente a dissolversi quando, il 4 febbraio 1959, all'età di 13 anni, egli venne a sapere, sfogliando alcuni giornali, della morte delle tre "star" della musica nel disastro aereo ("But February made me shiver...The day the music died"); a questo punto, arriva il ritornello storico della canzone, la cui prima frase, da cui proviene il titolo, "So Bye-bye, Miss American Pie", sottolinea come la figura di questo "dolce americano", indicato come una donna, una "miss", appunto, se ne sia oramai andata, che non ci sia più niente di "dolce" o tenero, gioioso (nella musica americana) dopo la tragedia. E questa donna misteriosa potrebbe proprio rappresentare il sogno del bambino, ormai andato perduto. E forse nella musica successiva all'accaduto ciò che è stato perso sono proprio quei valori come l'amore, la fede religiosa e la spensieratezza che aveva sempre caratterizzato il ballo a ritmo di rock and roll, una musica precedentemente sentita, vissuta pienamente nel profondo di sé, a tal punto da poter davvero purificare la propria anima ("Can music save your mortal soul"), una musica che l'autore ammette di apprezzare seriamente, soprattutto all'epoca in cui era un ragazzo, un puro ed innocente "lonely teenage broncin' buck with a pink carnation and a pickup truck", ma che ora ammette di essere del tutto "out of luck" dopo esser venuto a conoscenza del giorno in cui è morta la musica.
Segue poi la nostra storia musicale, riempiendosi di innumerevoli citazioni di artisti, gruppi e persino riviste di argomento musicale ("the moss grows fat on a rollin' stone") sorte nel periodo compreso tra il giorno in cui accadde la tragedia e il 1971, l'anno in cui, dopo averne effettuato la stesura a più riprese, aggiungendo di volta in volta nuove strofe, McLean terminò e pubblicò il singolo: si può ad esempio riconoscere il riferimento alla leggenda dell'epoca, il mito nascente di Bob Dylan ("the jester"), il quale stava infatti elevandosi ad una popolarità tale, da essere arrivato a "rubare la corona al re" assumendone il potere, senza neanche essere punito legalmente, con un processo ("Oh, and while the king was looking down... no verdict was returned"), in effetti la popolarità del "re", identificato con Elvis Presley in quel periodo era in progressivo calo; dubbi sono ancora presenti sulla "queen", identificata da alcuni come Little Richard. 
Proseguiamo poi con John Lennon, raffigurato mentre intento a leggere un libro su Karl Marx (ricordiamo che ci troviamo in effetti nell'epoca di sviluppo e affermazione di grandi ideologie di massa, tra le quali tuttavia Lennon si mostra ancora interessato e aderisce al comunismo marxiano: "And while Lennon read a book on Marx) e i suoi storici e leggendari Beatles, i quattro ragazzi di Liverpool che nel frattempo sono ricordati in procinto di provare nel parco ("A quartet practiced in the park") e in effetti è proprio degli immortali Fab Four che viene ricordata la canzone Helter Skelter , appartenente al White Album del 1968.
I riferimenti a queste leggende della musica proseguono dunque con il ricordo del gruppo musicale formatosi nei primi anni sessanta dei Byrds, il cui album del 1966 Fifth Dimension, che contribuì non a caso notevolmente alla nascita del rock psichedelico, venne particolarmente e aspramente criticato per i vari riferimenti nei propri testi all'uso di droga e ai suoi effetti, ad esempio nella canzone Eight Miles High ("Helter skelter... and falling fast"), creando quasi un gioco di parole tra la canzone del "quartetto" e la vicenda che ha accompagnato e caratterizzato l'album della band, pubblicato in effetti nel luglio del 1966 mentre la canzone, altrettanto particolarmente psichedelica e volutamente "dura, sporca", dei Beatles iniziò ad essere registrata nello stesso giorno 18 luglio di due anni dopo. I quattro ragazzi di Liverpool vengono in seguito ricordati nei costumi del loro celebre album Sgt. Pepper's Lonely Hearts Club Band del 1967 ("while sergeants played a marching tune"), la "marching band" che sembra si sia rifiutata di retrocedere anche quando i "players" hanno cercato di prendere il suo posto e probabilmente questi "giocatori" erano proprio i Byrds (" 'Cause players tried to... refused to yield"). 
Nella strofa successiva ci si trova tutti in uno stesso, unico punto, ("Oh, and there we were all in one place"), in cui molti riconoscono nel celeberrimo Festival di Woodstock del 1969, una generazione "lost in space", un probabile riferimento allo sbarco del primo uomo sulla Luna avvenuto nel luglio dello stesso anno, procedendo poi con il riferimento alle note canzoni dei Rolling Stones Jumpin' Jack Flash e, forse, Sympathy for the Devil ("So come on, Jack be nimble, Jack be quick... the Devil's only friend"), per poi continuare con la timida ed innocente "girl who sang the blues", che può solamente essere la mitica Janis Joplin, nonché tra i protagonisti del palco di Woodstock e un'ulteriore sottolineatura della grande e quasi inesplicabile nostalgia provata dall'autore per la perdita oramai totale, nonostante l'innegabile miglioramento, progresso compiuto dalla musica negli anni successivi, di quel clima di inimitabile allegria e spensieratezza, assenza di problemi e preoccupazioni che aveva caratterizzato l'epoca intercorsa prima che "the music died".
Il brano, della durata di 8 minuti e mezzo, fu inciso dunque nel 1971 e pubblicato lo stesso anno sull'album omonimo di McLean.
Negli Stati Uniti raggiunse nel 1972 la prima posizione nelle classifiche Billboard Hot 100 per quattro settimane e Hot Adult Contemporary Tracks. 
In Australia è arrivata prima per cinque settimane.

## Cover del brano
Molti sono stati i musicisti che si sono cimentati con cover e reinterpretazioni di questo brano storico. Tra gli altri: John Denver, i Brady Bunch (1972), i Catch 22 e i Killdozer (1989) oltre a molti artisti di disco music.

### Madonna
Nel 2000 American Pie è stata portata nuovamente al successo da Madonna per la colonna sonora del film di John Schlesinger Sai che c'è di nuovo?. I cori della canzone sono eseguiti dall'attore Rupert Everett, protagonista nel film insieme con Madonna, e che compare anche nel video, diretto da Philip Stolzl. Il singolo della canzone è uscito solo in Europa (28 febbraio 2000) e in Giappone (8 marzo 2000) e sempre in questi paesi è stato pubblicato nell'album Music.

### Classifiche
| Classifica (2000) | Posizione massima |
| ----------------- | ----------------- |
| Australia         | 1                 |
| Austria           | 3                 |
| Belgio (Fiandre)  | 6                 |
| Belgio (Vallonia) | 7                 |
| Canada            | 1                 |
| Europa            | 1                 |
| Finlandia         | 1                 |
| Francia           | 8                 |
| Germania          | 1                 |
| Irlanda           | 2                 |
| Italia            | 1                 |
| Norvegia          | 1                 |
| Nuova Zelanda     | 4                 |
| Paesi Bassi       | 6                 |
| Paraguay          | 2                 |
| Regno Unito       | 1                 |
| Spagna            | 1                 |
| Stati Uniti       | 29                |
| Stati Uniti (Pop) | 16                |
| Svezia            | 1                 |
| Svizzera          | 1                 |

### Classifiche di fine anno
| Classifica di fine anno (2000) | Posizione |
| ------------------------------ | --------- |
| Belgio Fiandre                 | 46        |
| Italia                         | 9         |